# キリンバス諸島
キリンバス諸島（キリンバスしょとう、Quirimbas Islands）はモザンビーク海峡に浮かぶモザンビーク領の島。
モザンビーク北東部カボ・デルガード州に属し、イボ島、マテモ島、キリンバ島、Metundo島、Quisiva島、Vamizi島、Rolas島など、およそ32の島からなる。
もともとは漁民の集落があった。16世紀にアラブ人の交易拠点周辺で人口が増加しポルトガル人の交易路として発展した。ポルトガルが都市の占領を始めるとアラブ人は他所へ移動。アラブ人はポルトガルとの交易と拒否し、その結果攻撃を受けて60人のムスリム商人が死傷し、その資産は焼き払われた。諸島は1975年のモザンビーク独立までポルトガル統治下にあった。独立前は有人島は4つのみであったが、現在では多くの島に住民がいる。
南部の11の島はキリンバス国立公園に含まれる。また、この11の島の周辺の海域にホラガイ、マンボウガイ、トウカムリガイ、ヒレシャコガイ、アカウミガメ、アオウミガメ、オサガメ、タイマイ、ヒメウミガメなどの絶滅危惧種、島に近い本土の一部の地域にアフリカゾウ、アフリカスイギュウ、ライオン、ヒョウ、リカオン、ミナミジサイチョウが見られる。2018年にこれらの地域は合わせて「キリンバス生物圏保護区」に指定された。

## ギャラリー

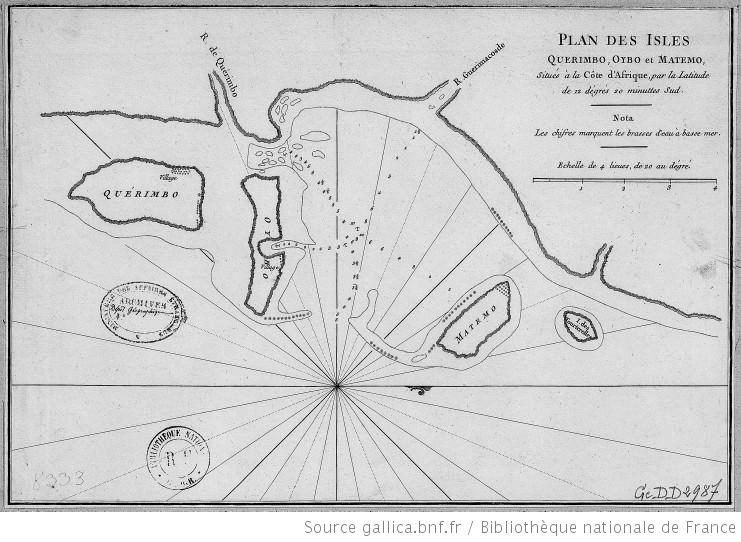
1775年のキリンバス諸島の地図
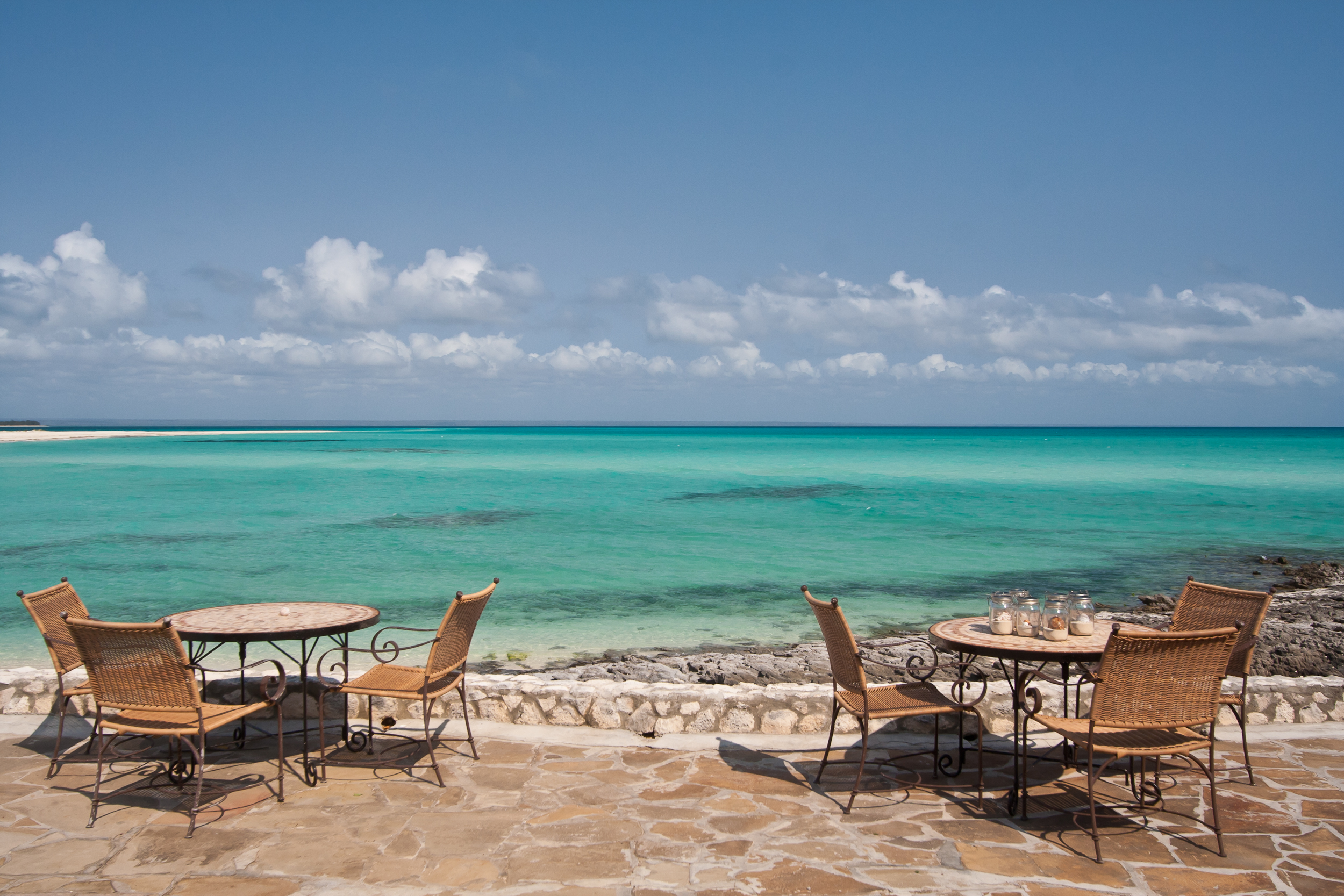
メジュンベ島の海岸